# Zagorje (župa)
Zagorje je srednjovjekovna bosanska župa. Središte Zagorja bila je utvrda Obalj.
Župa je obuhvaćala prostor između gornjih tokova Neretve i Drine. Župa Zagorje prvi put se spominje u ispravi bana Stjepana II. Kotromanića iz 1323. godine iz koje je vidljivo da je župu predstavljao župan Poznanj Purčić. Poslije je bila u posjedu hercega Stjepana Vukčića Kosače. Osmanlije ga prvi put osvajaju 1463. godine, a oko 1465. i trajno te nahiju Zagorje uključuju u Bosanski odnosno Hercegovački sandžak.
Osim Obalja, u Zagorju se spominje i utvrđeni grad Veletin te gradovi kod sela Bojića i Ljusića u kalinovičkom kraju.
Rječica Zavala se iznad Kozije stope pridružuje rječici Tatincu. Obje dijele Župu zagorsku od Zagorja. Tok Vrhovinske rijeke dijeli Župu zagorsku na dva dijela. S lijeve strane ostaju joj sela Čestaljevo, Hreljići, Bojići, Daganj, Sočani i Kutine. Na desnoj strani Vrhovinske rijeke su sela Luko, Polje, Hotovlje i Brda. Tu je i Ljuta koja ne pripada Župi zagorskoj.